# Hans Boekman
Hans Samuel Boekman, né en 1896 et décédé en 1978, est un arbitre néerlandais de football des années 1920 et 1930. Il est aussi un magnat de film, mais à une échelle néerlandaise. Il était aussi directeur d'une compagnie cinématographique, et était marié à l'actrice Caro van Eyck.

## Carrière
Il a officié dans une compétition majeure : 
- JO 1928 (1 match)